# Vacqueyras
Vacqueyras település Franciaországban, Vaucluse megyében. Lakosainak száma 1192 fő (2022. január 1.). Vacqueyras Sablet, Sarrians, Beaumes-de-Venise, Gigondas, Jonquières és Violès községekkel határos.

## Népesség
A település népessége az elmúlt években az alábbi módon változott:
| Lakosok száma | 1144 | 1260 | 1322 | 1308 | 1274 | 1240 | 1206 | 1209 | 1192 |
|               | 2013 | 2015 | 2016 | 2017 | 2018 | 2019 | 2020 | 2021 | 2022 |